# 山梨県道214号休息勝沼線
山梨県道214号休息勝沼線（やまなしけんどう214ごう きゅうそくかつぬません）は、山梨県甲州市を走る一般県道である。

## 概要

### 路線データ
- 起点：山梨県甲州市勝沼町山（山区交差点＝国道411号交点、山梨県道204号休息山梨線起点）
- 終点：山梨県甲州市勝沼町勝沼（山梨県道38号塩山勝沼線交点）

## 通過する自治体
- 山梨県甲州市

## 交差・接続する道路
- 国道411号（甲州市勝沼町山・山区交差点）
- 山梨県道204号休息山梨線（同上）
- 山梨県道34号白井甲州線（甲州市勝沼町勝沼・上町交差点）
- 山梨県道38号塩山勝沼線（甲州市勝沼町勝沼）